# Acanthodactylus felicis
Acanthodactylus felicis là một loài thằn lằn trong họ Lacertidae. Loài này được Arnold mô tả khoa học đầu tiên năm 1980.